# Harrie Massey
Sir Harrie Stewart Wilson Massey (* 16. Mai 1908 in St Kilda, bei Melbourne; † 27. November 1983 in Cambridge) war ein australischer theoretischer Physiker, der auf dem Gebiet der Atomphysik und atmosphärischen Physik arbeitete und eine bedeutende Rolle in den Anfängen der britischen Weltraumforschung spielte.
Massey wuchs in Hoddles Creek auf und gewann mit sechzehn Jahren ein staatliches Stipendium für das Studium an der University of Melbourne, wo er Physik und Chemie mit dem Bachelorabschluss 1927 studierte und danach Mathematik mit dem Bachelorabschluss 1929. Da die Universität damals kein Promotionsprogramm hatte, schloss er 1930 mit einem Masterabschluss in Physik ab, mit Ralph Fowler als Betreuer für den theoretischen Teil in der damals neuen Wellenmechanik und einem experimentellen Teil über die Streuung weicher Röntgenstrahlen an Metalloberflächen. 1929 ging er mit einem Stipendium an das Cavendish-Laboratorium der Universität Cambridge unter Leitung von Ernest Rutherford. 1932 wurde er dort bei Fowler promoviert (The Collision of material particles). Dort entstand auch sein bekanntes Buch über atomare Streuprozesse mit Nevill Mott. Anfang der 1930er Jahre beobachtete er als erster mit Edward Bullard Elektronenbeugung in Gasen. 1933 wurde er Lecturer für mathematische Physik an der Queen’s University of Belfast und 1938 Professor für Mathematik und ab 1950 für Physik am University College London. Während des Zweiten Weltkriegs arbeitete er für die britische Admiralität in der Forschung zur Minen-Kriegführung. Ab 1950 leitete er die Fakultät für Physik am University College. Ab 1973 war er Professor für Astrophysik am University College. 1975 ging er dort in den Ruhestand.
Er wurde 1960 als Knight Bachelor geadelt und war Fellow der Royal Society, deren Hughes Medal er 1955 erhielt und deren Royal Medal er 1958 erhielt. Er erhielt 1982  außerdem die Goldmedaille der Royal Astronomical Society. 1975 wurde er zum Mitglied der American Philosophical Society gewählt.
Massey war erster Vorsitzender des British National Committee for Space Research (1958–1976) und des European Space Sciences Committee. Er war Mitgründer der European Space Research Organisation und des Mullard Space Science Laboratory am University College London.
Ein Preis der Royal Society und des Australian Institute of Physics ist nach ihm benannt. Letztere vergeben mit dem britischen Institute of Physics seit 1988 die Massey Medal.

## Schriften
- mit Mott Theory of atomic collisions, Clarendon Press, Oxford 1933, 1949, 1966, 1987
- mit Hyman Kestelman Ancillary Mathem, atics, 1958, 2. Auflage, Pitman and Sons, 1964
- Applied Atomic Physics Processes, Academic Press, 1982
- Atoms and Energy, London, Elek Books, 1956
- mit Robert L. F. Boyd The upper atmosphere, New York, Philosophical Library, 1958
- mit Arthur Robert Quinton Basic Laws of Matter, Bronxville (New York), Herald Books 1961
- Space Travel and Exploration, London, Taylor and Francis 1966
- Space Physics, Cambridge University Press 1964
- The new age in physics, New York, Harper 1966
- Negative Ions, Cambridge University Press, 2. Auflage, 1950, 3. Auflage, 1976
- Atomic and Molecular Collisions, Wiley/Taylor and Francis 1979
- mit Malcolm Owen Roberts History of British Space Science, Cambridge University Press 1986
- mit E. H. S. Burhop Electronic and Ionic Impact Phenomena, Oxford, Clarendon Press 1952, 2. Auflage mit H. B. Gilbody 1969